# Серебряков Володимир Петрович
Володимир Петрович Серебряков (нар. 21 січня 1942 — пом. 19 грудня 2020, Суми) — український музикант, композитор, диригент, педагог.

## Життєпис
Володимир Серебряков народився 1942 року на Черкащині. Через німецько-радянську війну залишився без батька, який загинув на фронті. З дитинства прагнув грати на різних музичних інструментах. У сім років з'явилась гітара. З другого класу відвідував музичну школу у райцентрі Кам'янка, де грав на баяні. Для цього доводилось з села пішки долати 12 кілометрів, тому навчався лише три місяці. Відвідував Палац піонерів. У сільській школі створив духовий оркестр. У 7-му класі навчався вже повноцінно у Кам'янській музичній школі, де грав на духових інструментах.
Після 9-ти класів вступив до Житомирського музичного училища, але дід наполіг на закінченні 10-ти класів у школі. Лише тоді вступив на навчався до Тернопільського музичного училища. Після його закінчення працював у Тернопільському драматичному театрі імені Тараса Шевченка. Готувався до вступу у Львівську філармонію. Але під час гастролей свого театру містами Сибіру залишився в Новосибірську, де і вступив до консерваторії.
У березні 1967 році переїхав до Сум. Почав працювати дирижером оркестру у Сумському театрі драми і комедії імені М. С. Щепкіна. Композитор став автором музики до майже двох десятків театральних вистав, а також п'яти дитячих вистав.
У січні 1981 року він перейшов на роботу до Сумської державної обласної філармонії. Тут він обіймав посади директора та художнього керівника закладу. Одночасно займався творчістю. У 1983 році він створив при філармонії камерний симфонічний оркестр. Він складався з 18 музикантів. Перший касовий концерт відбувся на день космонавтики 12 квітня 1984 року
Після виходу на пенсію Володимир Серебряков з 2003 року почав працювати головним диригентом камерного оркестру старовинної і сучасної музики «Ренесанс». Творчу діяльність також почав поєднувати з педагогічною. Він викладав диригування та інструментознавство Сумського училища культури і мистецтв імені Д. Бортнянського. Також, понад десятиліття керував симфонічним оркестром училища, створеного у квітні 2009 року. До малого симфонічного оркестру входило 53 музиканти.
Помер 19 грудня 2020 року на 79-у році життя.

## Творчість
Володимир Серебряков — автор музики до театральних вистав: «Бережи мою тайну», «Птахи летять на грозу», «Дев'ята симфонія», «Безталанна», «Богдан Хмельницький», «Циганка Аза», «Піднята цілина», «Григорій та Параскева», «А мимо пролітають поїзди», «Забути Геростата», «Дзвінок у пусту квартиру», «Гліб Космачів», «Голубі олені», «Гріх покаяння», «Зустріч опівночі», «Хто сміється, тому не минеться», «На перші гулі», «Перша ескадра». Також він автор музики до дитячих вистав «Бременські музиканти», «Будиночок-пряничок», «Синдбад-морехід», «Будет ли Новый год?», «Лікар Мирослав».
Концертні програми камерного оркестру «Ренесанс» (головний диригент — Володимир Серебряков):
- Петро Чайковський «Вічні зорі» (композитори-класики);
- Петро Чайковський «Дитячий альбом» (програма для дітей);
- Йоганн Бах, Антоніо Вівальді, Вольфанг Моцарт;
- «Аве Марія», «Край солов'їний»;
- Йоганн Штраус (програма з творів композитора).

Головний диригент симфонічного оркестру на звітних концертах Сумської області у Києві.

## Нагороди та звання
- Орден «За заслуги» ІІІ ступеня (2009)[4];
- Заслужений працівник культури України (2004)

## Родина
- Дружина: Євгенія Климівна Серебрякова (нар. 1941), Народна артистка України;
  - донька Вікторія Магіс.